# 樊遜
樊遜（？—565年），字孝謙。北齊河东北猗氏（今山西临猗县）人。祖琰、父衡，並無官宦。

## 生平
早年好学不缀，有才名。二十二歲舉秀才，官颍州长史，天保五年（554年）正月，齐文宣帝欲封禅泰山，孝謙上疏批評道教、神仙皆為虚妄。
北齐天保七年（556年），文宣帝高洋命樊逊和冀州秀才高乾和、瀛州秀才馬敬德、許散愁、韓同寶、洛州秀才傅懷德、懷州秀才古道子、廣平郡孝廉李漢子、渤海郡孝廉鮑長暄、陽平郡孝廉景孫、前梁州府主簿王九元、前開府水曹參軍周子深，借邢子才、魏收等人的家藏古籍，刊定《五经》诸史。
累遷至員外散騎侍郎。
北齐天统元年（565年），病卒。

## 延伸阅读
[在维基数据编辑]
 《北齊書·卷45》，出自李百药《北齊書》
 《北史/卷083》，出自李延壽《北史》